# Jaszczew
Jaszczew – wieś w Polsce położona w województwie podkarpackim, w powiecie krośnieńskim, w gminie Jedlicze.
Miejscowość jest siedzibą parafii Podwyższenia Krzyża Świętego, należącej do dekanatu Jasło Wschód, diecezji rzeszowskiej.

## Części wsi
| SIMC    | Nazwa   | Rodzaj    |
| ------- | ------- | --------- |
| 0353514 | Dół     | część wsi |
| 0353520 | Dwór    | część wsi |
| 0353537 | Działek | część wsi |
| 0353543 | Góra    | część wsi |
| 0353550 | Pasze   | część wsi |
| 0353566 | Podlas  | część wsi |

## Historia
Znaleziska archeologiczne datują osadę; od odległego okresu neolitu, przez wczesną i późną epokę brązu, żelaza oraz okresu wpływów rzymskich. Pierwszym znanym dziedzicem był Zbyszko z Jaszczowi, w dokumencie określanej jako „Jaswecz”. W XV stuleciu Jaszczew, gdy otrzymała prawo niemieckie, w części należała do Andrzeja i Mikołaja z Bratkówki. W 1447 r. wzięli po pół Jaszczwi Jan i Rafał Jaźwiecki piszący się też z Białkówki (obaj:1415–1489). Granice pól wytyczyli im ich stryjowie; Henryk i Nawój Szebień. Jan i Rafał zobowiązali się do zachowania granic ojcowizny, oznaczonych przez stryjów. W 1536 roku w dokumentach odnotowani są: Mikołaj Jaźwiecki oraz Jan i Maciej Pierchałowie. U schyłku XVI wieku aż trzech dziedziców, którymi byli Andrzej Ciekliński, Marcin Pierzchała i Andrzej Jaźwiecki. W latach 1596–1681 dziedzicami byli tu Skotniccy, a w XVIII wieku:Firlejowie, a następnie Scipiorowie, aż do końca XVIII stulecia, a potem rodziny Jabłonowskich i Stojowskich. 
Najazdy wrogie głównie szwedzkie niszczyły Jaszczew w latach; 1655, 1657 (Rakoczy), 1706.
Jordan Stojowski rozpoczął pierwszy w Jaszczwi wiercenia w poszukiwaniu ropy naftowej, i tak powstała tu kopalnia ropy.
U schyłku XIX stulecia miejscowość liczyła już 1014 mieszkańców. Oprócz kopalni był tu; browar, młyn oraz dobrze prosperujące gospodarstwa rolne oraz dwór z folwarkiem i szkoła istniejąca tu od 1882 r.
6 lutego 1889 roku w Jaszczwi urodził się Teofil Kucharski, pułkownik lekarz Wojska Polskiego.
Częściowo zniszczona była ona, w czasie działań I wojny światowej, w maju 1915 r. 6–8 maja 1915 austriacka 12. Dywizja Piechoty atakowała linię Jaszczew-Potok, odnosząc zwycięstwo nad wojskami rosyjskimi i otwierając drogę do Krosna. Obok niej walczyła 6 maja 1915 roku 12. Dywizja krakowska.
W czasie II wojny światowej istniał tu ruch oporu w postaci tajnego nauczania oraz działania oddziału OP-15 AK placówki „Jaśmin”, „Jaga” w Jedliczu (z dow. por. Józef Domaniecki Szczerba; do I 1942 i chor. Franciszek Kaczkowski Dragat; od II 1942-IX 1944).
Prawie przez cały rok szkolny 1940/1941 szkole w Jaszczwi stacjonowało wojsko niemieckie. Niemcy w czasie okupacji aresztowali i rozstrzelali kilku mieszkańców. W dniu 9 sierpnia 1944 roku, działający w ramach „Burzy” oddział AK, walcząc z niemieckimi czołgami, stracił 6 żołnierzy. Od 7 września 1944 roku do połowy stycznia 1945 roku, m. Jaszczew znajdowała się w pobliżu linii frontu. 3 sierpnia 1944 r. bracia Marcin i Władysław Wajdowie podjęli indywidualna akcję wykradzenia skrzynki z granatami. Rozpoznano ich i zostali zabici przez Niemców, a dom ich spalono. 
W czasie zbliżania się frontu do Krosna, po rozmowach AK z przedstawicielami AR w Krościenku, ewakuowano tu Sztab Inspektoratu AK Podkarpacie; (Sanok -Jasło - Krosno -Brzozów) mjr Stefana Rutkowskiego.
8 września 1944 r. wkroczyły oddziały radzieckie.
We wsi była kopalnia ropy naftowej, browar i młyn oraz dwór z folwarkiem z drugiej połowy XVIII wieku, a także kilka starych, zabytkowych domów i kapliczki oraz szkoła.
W latach 1954–1968 wieś należała i była siedzibą władz gromady Jaszczew, po jej zniesieniu w gromadzie Żarnowiec. W latach 1975–1998 miejscowość administracyjnie należała do województwa krośnieńskiego.

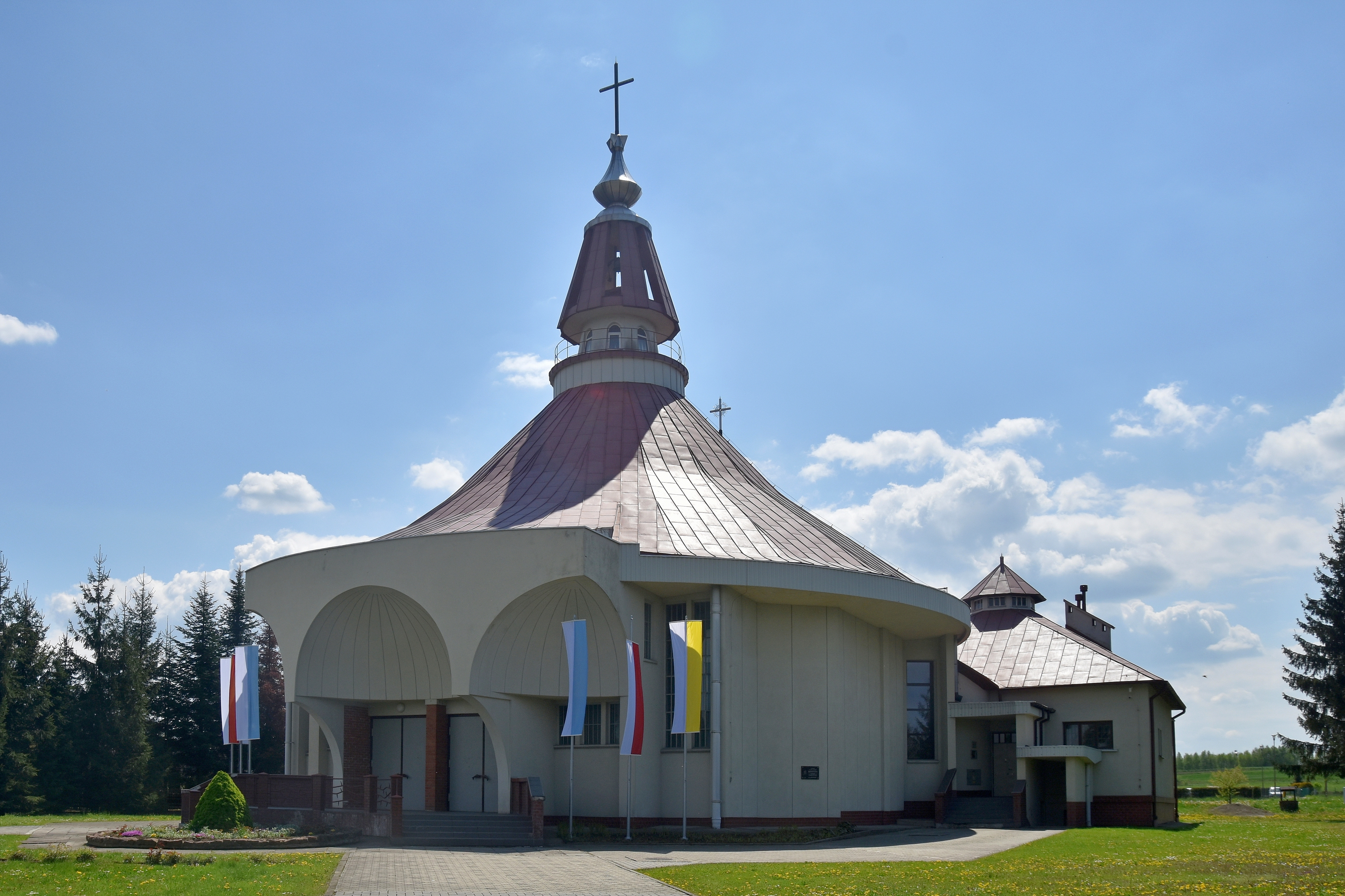
Kościół parafialny
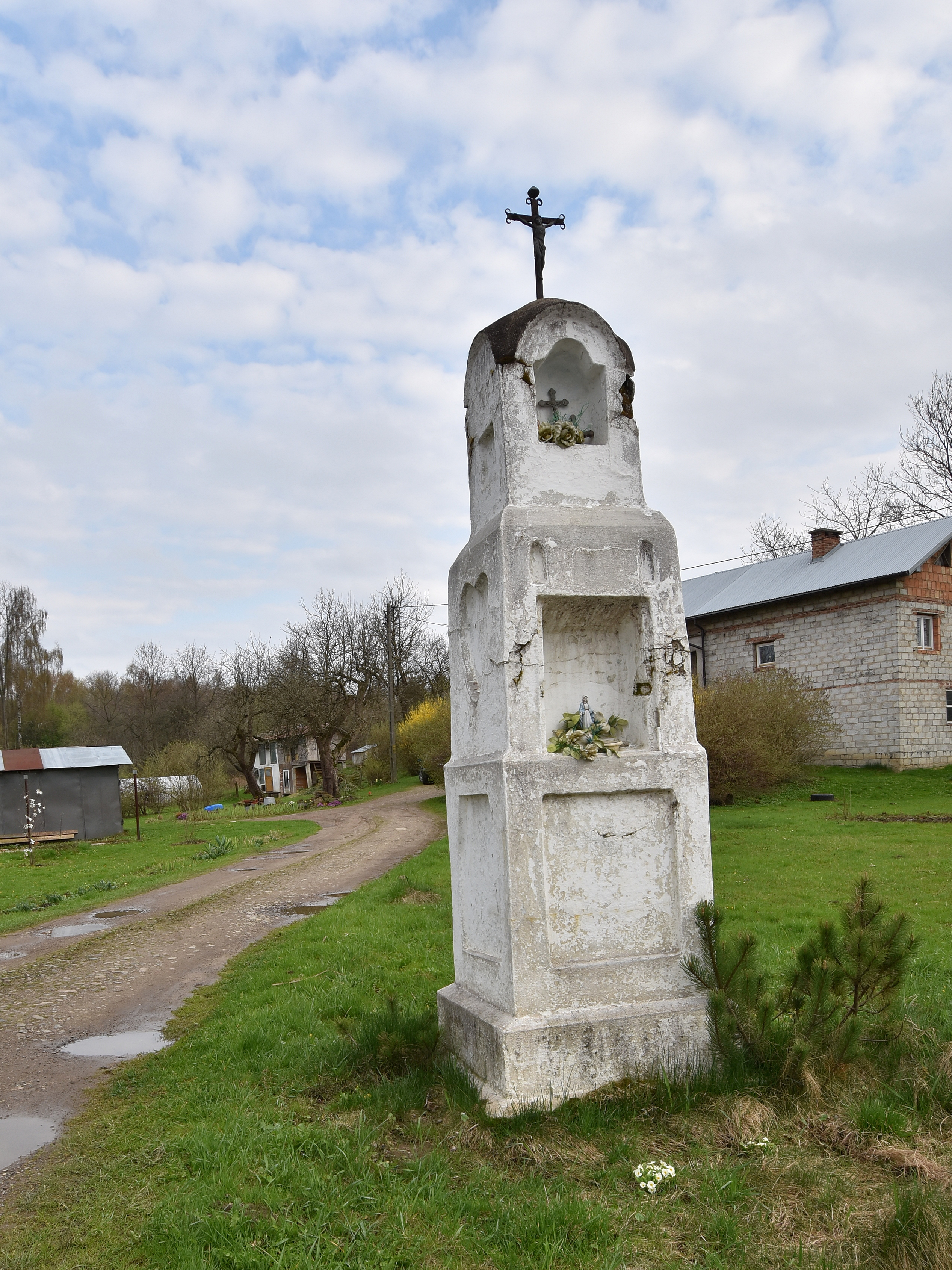
Kapliczka
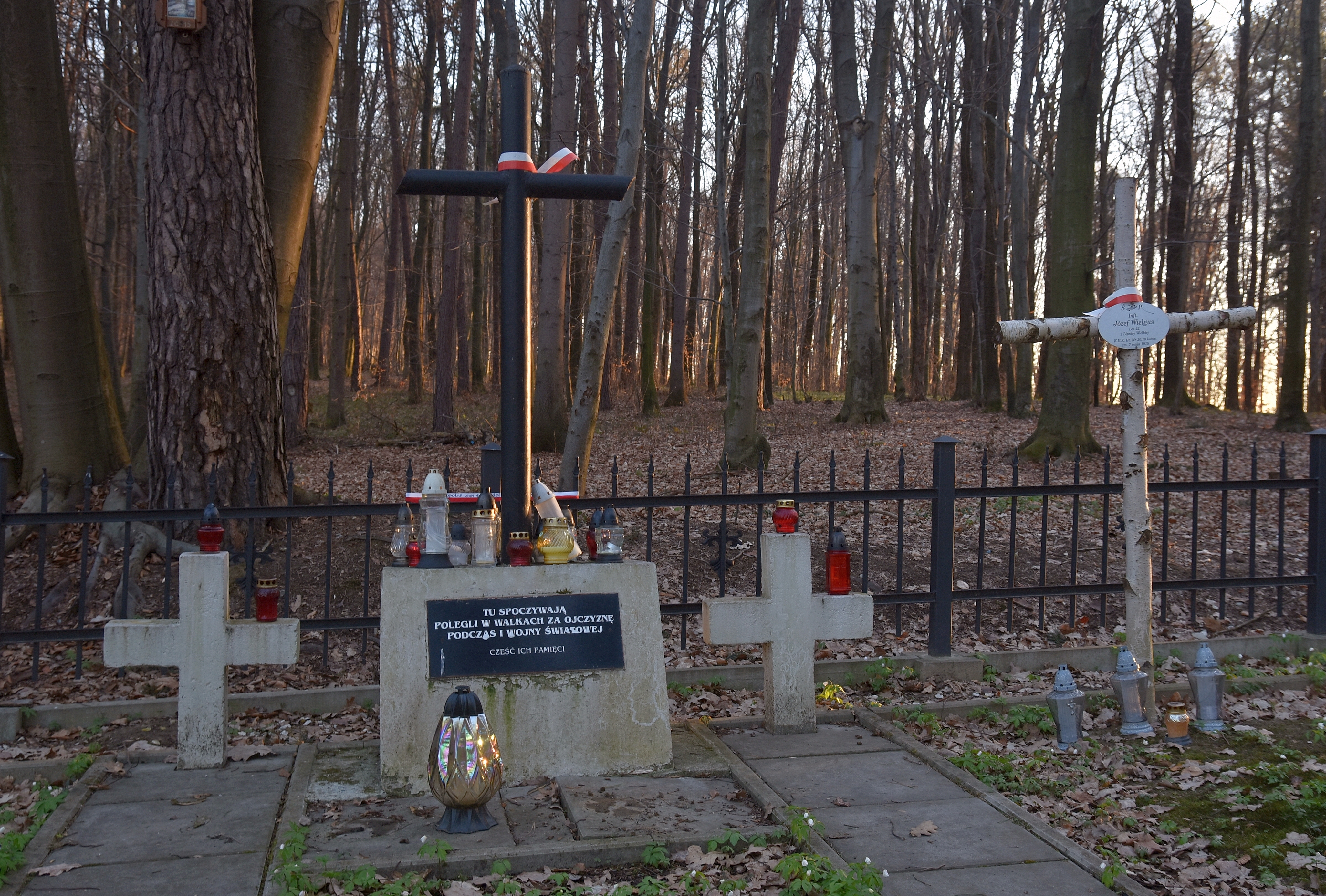
Cmentarz z I wojny światowej

## Bogactwa naturalne
W rejonie Jaszczwi obok złóż ropy naftowej i gazu występują w pokładach piaskowców wody jodowo-bromowe oraz wapienno-magnezowo-sodowe.

## Zabytki
W Jaszczwi znajduje się zabytkowy dwór Stojowskich, pełniący dzisiaj rolę domu ludowego.